# Olympische Sommerspiele 1960/Teilnehmer (Pakistan)
| Gelbes Symbol für Goldmedaillen mit stilisierten Olympischen Ringen | Graues Symbol für Silbermedaillen mit stilisierten Olympischen Ringen | Braundes Symbol für Bronzemedaillen mit stilisierten Olympischen Ringen |
| ------------------------------------------------------------------- | --------------------------------------------------------------------- | ----------------------------------------------------------------------- |
| 1                                                                   | —                                                                     | 1                                                                       |

Pakistan nahm an den Olympischen Sommerspielen 1960 in der italienischen Hauptstadt Rom mit 44 männlichen Sportlern an 35 Wettbewerben in sieben Sportarten teil.
Seit 1948 war es die vierte Teilnahme Pakistans an Olympischen Sommerspielen.
Jüngster Athlet war mit 20 Jahren und 74 Tagen der Sprinter Iftikhar Shah, ältester Athlet der Sportschütze Zafar Ahmed Muhammad (47 Jahre und 58 Tage).

## Flaggenträger
Der Hammerwerfer Muhammed Iqbal trug die Flagge Pakistans während der Eröffnungsfeier im Olympiastadion.

## Medaillen
Mit je einer gewonnenen Gold- und Bronzemedaille belegte das pakistanische Team Platz 20 im Medaillenspiegel.

### Gold
| Abdul Hamid, Anwar Ahmad Khan, Bashir Ahmad, Mustaq Ahmad, Munir Ahmad Dar, Nasir Ahmad, Noor Alam, Habib Ali Kiddie, Khurshid Aslam, Manzoor Hussain Atif, Abdul Rashid, Ghulam Rasul, Motiullah und Abdul Waheed | Hockey | Herren |

### Bronze
| Muhammed Bashir | Ringen | Weltergewicht |

## Teilnehmer nach Sportarten

### Boxen
- Sultan Mahmoud
  - Mittelgewicht

Rang 17
Runde eins: Punktniederlage gegen Tadeusz Walasek aus Polen, (0:5 Runden, 276:300 Punkte – 52:60, 56:60, 56:60, 56:60, 56:60)

- Muhammad Nasir
  - Bantamgewicht

Rang neun
Runde eins: Freilos
Runde zwei: Punktsieg gegen Sadegh Ali Akbarzadeh Khoi aus dem Iran (4:1 Runden, 292:292 Punkte – 57:59, 59:58, 59:59 (Runde gewonnen), 58:58 (Runde gewonnen), 59:58)
Runde drei: Punktniederlage gegen Thein Myint aus Birma (0:5 Runden, 288:297 Punkte – 58:60, 55:60, 58:58 (Runde verloren), 59:60, 58:59)

- Muhammad Safdar
  - Halbschwergewicht

Rang neun
Runde eins: Freilos
Runde zwei: Niederlage nach Punkten gegen Giulio Saraudi aus Italien (0:5 Runden, 280:299 – Punkte, 54:60, 57:59, 55:60, 57:60, 57:60)

- Ghulam Sarwar
  - Leichtgewicht

Rang 17
Runde eins: Freilos
Runde zwei: Punktniederlage gegen Adalberto Hernández aus Mexiko (1:4 Runden, 287:299 Punkte – 59:59 (Runde gewonnen), 57:60, 58:60, 55:60, 58:60)

### Gewichtheben
- Muhammad Azam
  - Bantamgewicht

Finale: 82,5 kg, Wettkampf nicht beendet (DNF)
Militärpresse: kein gültiger Versuch
Reißen: 82,5 kg, Rang 18
Stoßen: Wettkampf nicht angetreten

- Abdul Ghani Butt
  - Leichtgewicht

Finale: 217,5 kg, Wettkampf nicht beendet (DNF)
Militärpresse: kein gültiger Versuch
Reißen: 92,5 kg, Rang 25
Stoßen: 125,0 kg, Rang 20

### Hockey
- Ergebnisse
Gruppenphase: Gruppe B, sechs Punkte, 21:0 Tore, Rang eins, für das Viertelfinale qualifiziert
3:0-Sieg gegen Australien
Torschützen: Hamid Abdul, Noor Alam, Mustaq Ahmad
8:0-Sieg gegen Polen
Torschützen: Hamid Abdul (3×), Abdul Waheed (2×), Nasir Ahmad, Noor Alam, Mutih Ullah
10:0-Sieg gegen Japan
Torschützen: Hamid Abdul (4×), Nasir Ahmad (3×), Abdul Waheed (2×), Anwar Ahmad Khan
Viertelfinale
2:1-Sieg gegen Deutschland
Torschützen: Nasir Ahmad (2×)
Halbfinale
1:0-Sieg gegen Spanien
Torschützen: Manzoor Hussain Atif
Finale
1:0-Sieg gegen Indien
Torschützen: Nasir Ahmad
Rang eins
- Kader
Abdul Hamid
Anwar Ahmad Khan
Bashir Ahmad
Mustaq Ahmad
Munir Ahmad Dar
Nasir Ahmad
Noor Alam
Habib Ali Kiddie
Khurshid Aslam
Manzoor Hussain Atif
Abdul Rashid
Ghulam Rasul
Motiullah
Abdul Waheed

### Leichtathletik
4 × 100 Meter Staffel
- Ergebnisse
Runde eins: in Lauf drei (Rang drei) für das Halbfinale qualifiziert, 42,5 Sekunden (handgestoppt), 42,67 Sekunden (automatisch gestoppt)
Halbfinale: ausgeschieden in Lauf zwei (Rang sechs), 42,8 Sekunden (handgestoppt), 42,99 Sekunden (automatisch gestoppt)
- Staffel
Abdul Khaliq
Abdul Malik
Muhammad Ramzan Ali
Ghulam Raziq

Einzel
- Allah Ditta
  - Stabhochsprung

Qualifikationsrunde: 4,00 Meter, Rang 26, nicht für das Finale qualifiziert
3,80 Meter: gültig, ein Fehlversuch
4,00 Meter: gültig, ohne Fehlversuch
4,15 Meter: ungültig, drei Fehlversuche

- Muhammad Iqbal
  - Hammerwurf

Qualifikationsrunde: 60,86 Meter, Rang elf, für das Finale qualifiziert
Versuch eins: 57,84 Meter
Versuch zwei: 60,86 Meter
Versuch drei: ausgelassen
Finale: 61,79 Meter, Rang zwölf
Versuch eins: 60,55 Meter
Versuch zwei: 61,79 Meter
Versuch drei: 60,80 Meter

- Abdul Khaliq
  - 100 Meter

Runde eins: ausgeschieden in Lauf zwei (Rang sieben), 11,2 Sekunden (handgestoppt), 11,34 Sekunden (automatisch gestoppt)
  - 200 Meter

Runde eins: ausgeschieden in Lauf vier (Rang sechs), 23,1 Sekunden (handgestoppt), 23,24 Sekunden (automatisch gestoppt)

- Haider Khan
  - Diskuswurf

Qualifikationsrunde: Gruppe A, 46,57 Meter, Rang 14, Gesamtrang 33, nicht für das Finale qualifiziert
Versuch eins: 45,75 Meter
Versuch zwei: 46,57 Meter
Versuch drei: 41,57 Meter
  - Kugelstoßen

Qualifikationsrunde: 13,53 Meter, Rang 24, nicht für das Finale qualifiziert
Versuch eins: 13,53 Meter
Versuch zwei: 13,47 Meter
Versuch drei: 13,26 Meter

- Muhammad Khan
  - Dreisprung

Qualifikationsrunde: Gruppe C, 14,43 Meter, Rang elf, Gesamtrang 34, nicht für das Finale qualifiziert
Versuch eins: ungültig
Versuch zwei: 14,43 Meter
Versuch drei: 14,20 Meter

- Abdul Malik
  - 110 Meter Hürden

Runde eins: ausgeschieden in Lauf fünf (Rang sechs), 15,4 Sekunden (handgestoppt), 15,52 Sekunden (automatisch gestoppt)

- Muhammad Nawaz
  - Speerwurf

Qualifikationsrunde: Gruppe B, 70,05 Meter, Rang elf, Gesamtrang 20, nicht für das Finale qualifiziert
Versuch eins: ungültig
Versuch zwei: 70,05 Meter
Versuch drei: 67,40 Meter

- Muhammad Ramzan Ali
  - Weitsprung

Qualifikationsrunde: Gruppe C, ohne gültige Weite, nicht für das Finale qualifiziert
Versuch eins: ungültig
Versuch zwei: ungültig
Versuch drei: ungültig

- Ghulam Raziq
  - 110 Meter Hürden

Runde eins: in Lauf vier (Rang drei) für das Viertelfinale qualifiziert, 14,6 Sekunden (handgestoppt), 14,68 Sekunden (automatisch gestoppt)
Viertelfinale: in Lauf zwei (Rang drei) für das Halbfinale qualifiziert, 14,4 Sekunden (handgestoppt), 14,51 Sekunden (automatisch gestoppt)
Halbfinale: ausgeschieden in Lauf zwei (Rang vier), 14,3 Sekunden (handgestoppt), 14,49 Sekunden (automatisch gestoppt)

- Iftikhar Shah
  - 100 Meter Lauf

Runde eins: ausgeschieden in Lauf sieben, Rennen nicht beendet (DNF)

- Mubarak Shah
  - 3000 Meter Hindernislauf

Runde eins: ausgeschieden in Lauf zwei (Rang neun), 9:20,0 Minuten (handgestoppt)
  - 5000 Meter Lauf

Runde eins: ausgeschieden in Lauf vier (Rang zwölf), 15:43,0 Minuten (handgestoppt)

- Muhammad Yaqub
  - 400 Meter Hürden

Runde eins: ausgeschieden in Lauf drei (Rang fünf), 52,8 Sekunden (handgestoppt), 52,91 Sekunden (automatisch gestoppt)

### Radsport
Bahn
- Muhammad Ashiq
  - 1000 Meter Zeitfahren

Finale: 1:20,17 Minuten, Rang 25
  - Sprint

Runde eins: in Lauf sieben (Rang drei) gescheitert
Runde eins Hoffnungslauf: ausgeschieden in Lauf fünf (Rang zwei)

- Abdul Razzaq Baloch
  - Sprint

Runde eins: in Lauf acht (Rang drei) gescheitert
Runde eins Hoffnungslauf: ausgeschieden in Lauf vier (Rang zwei)

### Ringen
Freistil
- Muhammad Akhtar
  - Federgewicht

Rang sechs, ausgeschieden nach Runde fünf mit neun Minuspunkten
Runde eins: Schultersieg gegen Mohammad Ibrahim Kederi aus Afghanistan, null Minuspunkte
Runde zwei: Punktniederlage gegen Tamiji Sato aus Japan, drei Minuspunkte
Runde drei: Punktsieg gegen Jan Żurawski aus Polen, vier Minuspunkte
Runde vier: Sieg nach Punkten gegen Wladimir Rubaschwili aus der Sowjetunion, fünf Minuspunkte
Runde fünf: Schulterniederlage gegen Mustafa Dağıstanlı aus der Türkei, neun Minuspunkte

- Muhammad Ashraf-Din
  - Leichtgewicht

Rang zwölf, ausgeschieden nach Runde drei mit sechs Minuspunkten
Runde eins: Schulterniederlage gegen Moustafa Tajiki aus dem Iran, vier Minuspunkte
Runde zwei: Punktsieg gegen Nick Stamulus aus Australien, fünf Minuspunkte
Runde drei: Sieg nach Punkten gegen Roger Bielle aus Frankreich, sechs Minuspunkte

- Muhammed Bashir
  - Weltergewicht

Rang drei, fünf Minuspunkte 
Runde eins: Schultersieg gegen Peter Amey aus Großbritannien, null Minuspunkte
Runde zwei: Punktsieg gegen Juan Rolón aus Argentinien, ein Minuspunkt
Runde drei: Punktniederlage gegen Imam-Ali Habibi aus dem Iran, vier Minuspunkte
Runde vier: Schultersieg gegen Karl Bruggmann aus der Schweiz, vier Minuspunkte
Runde fünf: Punktsieg gegen Gaetano De Vescovi aus Italien, fünf Minuspunkte
Finalrunde: Schulterniederlage gegen Douglas Blubaugh aus den Vereinigten Staaten von Amerika
Finalrunde: Punktniederlage gegen İsmail Ogan aus der Türkei

- Muhammad Faiz
  - Mittelgewicht

Rang elf, ausgeschieden nach Runde drei mit vier Minuspunkten
Runde eins: Freilos
Runde zwei: Punktniederlage gegen Takashi Nagai aus Japan, drei Minuspunkte
Runde drei: Punktsieg gegen Mohammad Asif Khokan aus Afghanistan, vier Minuspunkte

- Din Nawab
  - Fliegengewicht

Rang neun, ausgeschieden nach Runde vier mit neun Minuspunkten
Runde eins: Schultersieg gegen Seán O’Connor aus Irland, null Minuspunkte
Runde zwei: Punktsieg gegen Nikola Wasilew Dimitrow aus Bulgarien, ein Minuspunkt
Runde drei: Schulterniederlage gegen Matsayuki Matsubara aus Japan, fünf Minuspunkte
Runde vier: Schulterniederlage gegen Ahmet Bilek aus der Türkei, neun Minuspunkte

- Muhammad Nazir
  - Schwergewicht

Rang zwölf. ausgeschieden nach Runde drei mit neun Minuspunkten
Runde eins: Schulterniederlage gegen Ljutwi Dschiber Achmedow aus Bulgarien, vier Minuspunkte
Runde zwei: Punktsieg gegen Nizam-ud-din Subhani aus Afghanistan, fünf Minuspunkte
Runde drei: Schulterniederlage gegen Hamit Kaplan aus der Türkei, neun Minuspunkte

- Muhammad Siraj-Din
  - Bantamgewicht

Rang zehn, ausgeschieden nach Runde drei mit sechs Minuspunkten
Runde eins: Schulterniederlage gegen Walter Pilling aus Großbritannien, null Minuspunkte
Runde zwei: Punktniederlage gegen Tauno Jaskari aus Finnland, drei Minuspunkte
Runde drei: Niederlage nach Punkten gegen Michail Schachow aus der Sowjetunion, sechs Minuspunkte

### Schießen
- Saifi Chaudhry
  - Kleinkaliber Dreistellungskampf

Qualifikation: Gruppe zwei, 506 Punkte, Gesamtrang 66, nicht für das Finale qualifiziert
Kniend: 160 Punkte
Runde eins: 81 Punkte
Runde zwei: 79 Punkte
Liegend: 185 Punkte
Runde eins: 95 Punkte
Runde zwei: 90 Punkte
Stehend: 161 Punkte
Runde eins: 83 Punkte
Runde zwei: 78 Punkte
  - Kleinkaliber liegend

Qualifikation: Grupp eins, 373 Punkte, Rang 39, Gesamtrang 75, nicht für das Finale qualifiziert
Runde eins: 95 Punkte, Rang 20
Runde zwei: 89 Punkte, Rang 41
Runde drei: 96 Punkte, Rang 18
Runde vier: 93 Punkte, Rang 38

- Muhammad Iqbal
  - Schnellfeuerpistole

Finale: 501 Punkte, Rang 55
Runde eins: 253 Punkte, Rang 53
Runde zwei: 248 Punkte, Rang 55

- Zafar Ahmed Muhammad
  - Freie Scheibenpistole

Qualifikation: Gruppe eins, 289 Punkte, Rang 31, Gesamtrang 63, nicht für das Finale qualifiziert
Runde eins: 59 Punkte, Rang 32
Runde zwei: 77 Punkte, Rang 30
Runde drei: 74 Punkte, Rang 31
Runde vier: 79 Punkte, Rang 29

- Abdul Aziz Wains
  - Freies Gewehr Dreistellungskampf

Qualifikation: Gruppe eins, 487 Punkte, Gesamtrang 38, nicht für das Finale qualifiziert
Kniend: 180 Punkte
Liegend: 153 Punkte
Stehend: 154 Punkte